# Ґран Туризмо (фільм)
Ґран Туризмо (англ. Gran Turismo) — американський спортивний фільм, знятий Нілом Бломкампом за сценарієм Джейсона Голла і Зака Бейліна. Зроблений Columbia Pictures, PlayStation Productions, Trigger Street Productions і 2.0 Entertainment. Заснований на однойменній серії відеоігор, розробленої Polyphony Digital. Арчі Мадекве зіграє підлітка, який грає в Gran Turismo, який мріє стати гонщиком. У ньому також зіграють Девід Гарбор, Деррен Барнет, Томас Кречманн, Джимон Гонсу, Орландо Блум та Джері Галлівелл. Прем'єра — 11 серпня 2023 року.

## Сюжет
Частково заснований на реальних подіях фільм, є повною історією виконання бажань підлітка граючого в Gran Turismo, чиї ігрові навички допомогли виграти серію змагань і стати професійним гонщиком.

## У ролях
- Арчі Мадекве — Янн Марденборо
- Девід Харбор — Джек Солтер
- Орландо Блум — Денні Мур
- Даррен Барнет — Метті Девіс
- Джимон Гонсу — Стів Марденборо
- Джері Галлівелл — Леслі Марденборо
- Томас Кречманн — Патріс Капа

## Розробка
Розробка фільму по Gran Turismo розпочалася у 2013 році, продюсерами якого мали виступити Майкл Де Лука та Дана Брунетті за сценарієм Алекса Тсе. У 2015 році Джозеф Косінскі мав стати режисером фільму, а Джон та Еріх Хобер написали новий сценарій. До 2018 року версія Косінскі більше не просувалася вперед. У травні 2022 року розпочалася розробка нової версії фільму Gran Turismo, режисером якої мав стати Бломкамп. Основний склад було затверджено у вересні, а інші доповнення до акторського складу було підписано у листопаді. Зйомки розпочалися у листопаді 2022 року в Угорщині та завершаться у грудні.
Прем'єра «Ґран Туризмо» — 11 серпня 2023 року.